# Deuxième circonscription du Jura
La deuxième circonscription du Jura est l'une des trois circonscriptions législatives françaises que compte le département du Jura (39) situé en région Franche-Comté.

## Description géographique et démographique

### De 1958 à 1986
Le département avait deux circonscriptions.
La deuxième circonscription du Jura était composée de :
- canton d'Arbois
- canton de Champagnole
- canton de Chaumergy
- canton de Chaussin
- canton de Chemin
- canton de Dampierre
- canton de Dole
- canton de Gendrey
- canton de Montbarrey
- canton de Montmirey-le-Château
- canton de Nozeroy
- canton des Planches-en-Montagne
- canton de Poligny
- canton de Rochefort-sur-Nenon
- canton de Salins-les-Bains
- canton de Villers-Farlay

Source : Journal Officiel du 14-15 Octobre 1958.

### Depuis 1988
La deuxième circonscription du Jura est délimitée par le découpage électoral de la loi n°86-1197 du 24 novembre 1986, elle regroupe les divisions administratives suivantes : cantons de Les Bouchoux, Champagnole, Clairvaux-les-Lacs, Moirans-en-Montagne, Morez, Nozeroy, Les Planches-en-Montagne, Saint-Claude, Saint-Laurent-en-Grandvaux.
- canton des Bouchoux
- canton de Champagnole
- canton de Clairvaux-les-Lacs
- canton de Moirans-en-Montagne
- canton de Morez
- canton de Nozeroy
- canton des Planches-en-Montagne
- canton de Saint-Claude
- canton de Saint-Laurent-en-Grandvaux

D'après le recensement général de la population en 1999, réalisé par l'Institut national de la statistique et des études économiques (INSEE), la population totale de cette circonscription est estimée à 77697 habitants,.

## Historique des députations
| Législature | Début de mandat | Fin de mandat   | Député                 | Parti politique | Observations |
| ----------- | --------------- | --------------- | ---------------------- | --------------- | --- |
| IXe         | 23 juin 1988    | 1er avril 1993  | Jean Charroppin        | RPR             | |
| Xe          | 2 avril 1993    | 21 avril 1997   | Jean Charroppin,       | RPR,            | Mandat écourté à la suite d'une dissolution parlementaire décidée par Jacques Chirac.                                               |
| XIe         | 12 juin 1997    | 18 juin 2002    | Jean Charroppin        | RPR             | |
| XIIe        | 19 juin 2002    | 19 juin 2007    | Jean Charroppin,       | UMP,            | |
| XIIIe       | 20 juin 2007    | 19 juin 2012    | Marie-Christine Dalloz | UMP             | |
| XIVe        | 20 juin 2012    | 20 juin 2017    | Marie-Christine Dalloz | UMP → LR        | |
| XVe         | 21 juin 2017    | 21 juin 2022    | Marie-Christine Dalloz | LR              | |
| XVIe        | 22 juin 2022    | 9 juin 2024     | Marie-Christine Dalloz | LR              | Mandat écourté à la suite d'une dissolution parlementaire décidée par Emmanuel Macron.                                              |
| XVIIe       | 8 juillet 2024  | 13 février 2025 | Marie-Christine Dalloz | LR              | Scrutin annulé par le Conseil constitutionnel le 13 février 2025. Les élections partielles ont eu lieu les 30 mars et 6 avril 2025. |
| XVIIe       | 6 avril 2025    | en cours        | Marie-Christine Dalloz | LR              | Scrutin annulé par le Conseil constitutionnel le 13 février 2025. Les élections partielles ont eu lieu les 30 mars et 6 avril 2025. |

## Historique des élections

### Élections de 1958
| Candidat       | Candidat                   | Parti          | Premier tour | Premier tour | Second tour | Second tour |  |
| Candidat       | Candidat                   | Parti          | Voix         | %            | Voix        | %           |  |
| -------------- | -------------------------- | -------------- | ------------ | ------------ | ----------- | ----------- |  |
|                | Charles Laurent-Thouverey  | RGR            | 12 590       | 25,22        | 18 773      | 35,78       |  |
|                | Max Montagne élu           | UNR            | 9 676        | 19,38        | 25 658      | 48,91       |  |
|                | André Barthélémy           | PCF            | 7 922        | 15,87        | 8 031       | 15,31       |  |
|                | Gérard Pelleterat de Borde | MRP            | 7 733        | 15,49        | Retrait     | Retrait     |  |
|                | Pierre Gilles              | CNIP           | 6 491        | 13           | Retrait     | Retrait     |  |
|                | Jean Courtois              | SFIO           | 5 513        | 11,04        | Retrait     | Retrait     |  |
|                |                            |                |              |              |             |             |  |
| Inscrits       | Inscrits                   | Inscrits       | 68 820       | 100,00       | 68 814      | 100,00      |  |
| Abstentions    | Abstentions                | Abstentions    | 17 597       | 25,57        | 15 331      | 22,28       |  |
| Votants        | Votants                    | Votants        | 51 223       | 74,43        | 53 483      | 77,72       |  |
| Blancs et nuls | Blancs et nuls             | Blancs et nuls | 1 298        | 2,53         | 1 021       | 1,91        |  |
| Exprimés       | Exprimés                   | Exprimés       | 49 925       | 97,47        | 52 462      | 98,09       |  |

Le suppléant de Max Montagne était Henri Midol-Monnet, agent général d'assurances à Salins-les-Bains.

### Élections de 1962
| Candidat       | Candidat             | Parti          | Premier tour | Premier tour | Second tour | Second tour |  |
| Candidat       | Candidat             | Parti          | Voix         | %            | Voix        | %           |  |
| -------------- | -------------------- | -------------- | ------------ | ------------ | ----------- | ----------- |  |
|                | Max Montagne sortant | UNR-UDT        | 13 666       | 29,49        | 23 498      | 47,55       |  |
|                | Jacques Duhamel élu  | Radsoc         | 11 858       | 25,59        | 25 920      | 52,45       |  |
|                | Pierre Grosperrin    | MRP            | 10 615       | 22,9         | Retrait     | Retrait     |  |
|                | André Barthélémy     | PCF            | 10 206       | 22,02        | Retrait     | Retrait     |  |
|                |                      |                |              |              |             |             |  |
| Inscrits       | Inscrits             | Inscrits       | 69 433       | 100,00       | 69 440      | 100,00      |  |
| Abstentions    | Abstentions          | Abstentions    | 21 954       | 31,62        | 18 617      | 26,81       |  |
| Votants        | Votants              | Votants        | 47 479       | 68,38        | 50 823      | 73,19       |  |
| Blancs et nuls | Blancs et nuls       | Blancs et nuls | 1 134        | 2,39         | 1 405       | 2,76        |  |
| Exprimés       | Exprimés             | Exprimés       | 46 345       | 97,61        | 49 418      | 97,24       |  |

Le suppléant de Jacques Duhamel était Henri Jouffroy, PRRRS, agriculteur, conseiller général du Canton de Montbarrey et maire de Chissey.

### Élections de 1967
| Candidat       | Candidat                      | Parti          | Premier tour | Premier tour | Second tour | Second tour |  |
| Candidat       | Candidat                      | Parti          | Voix         | %            | Voix        | %           |  |
| -------------- | ----------------------------- | -------------- | ------------ | ------------ | ----------- | ----------- |  |
|                | Jacques Duhamel sortant réélu | CD (PDM)       | 23 665       | 41,93        | 29 509      | 51,59       |  |
|                | Pierre Grosperrin             | UD-Ve          | 17 524       | 31,05        | 16 915      | 29,57       |  |
|                | Maurice Faivre-Picon          | PCF            | 8 421        | 14,92        | 10 776      | 18,84       |  |
|                | Pierre Jaillet                | FGDS (CIR)     | 6 830        | 12,1         |             |             |  |
|                |                               |                |              |              |             |             |  |
| Inscrits       | Inscrits                      | Inscrits       | 71 356       | 100,00       | 71 357      | 100,00      |  |
| Abstentions    | Abstentions                   | Abstentions    | 13 921       | 19,51        | 13 440      | 18,83       |  |
| Votants        | Votants                       | Votants        | 57 435       | 80,49        | 57 917      | 81,17       |  |
| Blancs et nuls | Blancs et nuls                | Blancs et nuls | 995          | 1,73         | 717         | 1,24        |  |
| Exprimés       | Exprimés                      | Exprimés       | 56 440       | 98,27        | 57 200      | 98,76       |  |

Le suppléant de Jacques Duhamel était Henri Jouffroy, CD.

### Élections de 1968
| Candidat       | Candidat                      | Parti          | Premier tour | Premier tour | Second tour | Second tour |  |
| Candidat       | Candidat                      | Parti          | Voix         | %            | Voix        | %           |  |
| -------------- | ----------------------------- | -------------- | ------------ | ------------ | ----------- | ----------- |  |
|                | Jacques Duhamel sortant réélu | CD (PDM)       | 27 319       | 48,51        | 37 531      | 77,9        |  |
|                | Robert Grossmann              | UDR (URP)      | 15 937       | 28,3         | Retrait     | Retrait     |  |
|                | Maurice Faivre-Picon          | PCF            | 8 034        | 14,26        | 10 646      | 22,1        |  |
|                | Jean Cordier                  | FGDS (SFIO)    | 3 337        | 5,92         |             |             |  |
|                | Alain Deshayes                | PSU            | 1 694        | 3,01         |             |             |  |
|                |                               |                |              |              |             |             |  |
| Inscrits       | Inscrits                      | Inscrits       | 70 920       | 100,00       | 70 916      | 100,00      |  |
| Abstentions    | Abstentions                   | Abstentions    | 13 583       | 19,15        | 17 715      | 24,98       |  |
| Votants        | Votants                       | Votants        | 57 337       | 80,85        | 53 201      | 75,02       |  |
| Blancs et nuls | Blancs et nuls                | Blancs et nuls | 1 016        | 1,77         | 5 024       | 9,44        |  |
| Exprimés       | Exprimés                      | Exprimés       | 56 321       | 98,23        | 48 177      | 90,56       |  |

Le suppléant de Jacques Duhamel était Henri Jouffroy, CD. Henri Jouffroy remplaça Jacques Duhamel, nommé membre du gouvernement, du 23 juillet 1969 au 1er avril 1973.

### Élections de 1973
| Candidat       | Candidat                      | Parti          | Premier tour | Premier tour | Second tour | Second tour |  |
| Candidat       | Candidat                      | Parti          | Voix         | %            | Voix        | %           |  |
| -------------- | ----------------------------- | -------------- | ------------ | ------------ | ----------- | ----------- |  |
|                | Jacques Duhamel sortant réélu | CDP (URP)      | 29 597       | 49,29        | 34 927      | 58,09       |  |
|                | Jean-Pierre Santa-Cruz        | PS (UGSD)      | 11 191       | 18,64        | 25 198      | 41,91       |  |
|                | Pierre Genestier              | PCF            | 9 579        | 15,95        | Retrait     | Retrait     |  |
|                | Émile Fumey                   | Divers droite  | 4 337        | 7,22         |             |             |  |
|                | Robert Potier                 | MR             | 3 808        | 6,34         |             |             |  |
|                | Gérard Jeannin                | LO             | 1 533        | 2,55         |             |             |  |
|                |                               |                |              |              |             |             |  |
| Inscrits       | Inscrits                      | Inscrits       | 74 214       | 100,00       | 74 202      | 100,00      |  |
| Abstentions    | Abstentions                   | Abstentions    | 13 114       | 17,67        | 12 792      | 17,24       |  |
| Votants        | Votants                       | Votants        | 61 100       | 82,33        | 61 410      | 82,76       |  |
| Blancs et nuls | Blancs et nuls                | Blancs et nuls | 1 055        | 1,73         | 1 285       | 2,09        |  |
| Exprimés       | Exprimés                      | Exprimés       | 60 045       | 98,27        | 60 125      | 97,91       |  |

Le suppléant de Jacques Duhamel était Henri Jouffroy, CDP. Henri Jouffroy remplaça Jacques Duhamel, décédé, du 8 juillet 1977 au 2 avril 1978.

### Élections de 1978
| Candidat       | Candidat               | Parti          | Premier tour | Premier tour | Second tour | Second tour |  |
| Candidat       | Candidat               | Parti          | Voix         | %            | Voix        | %           |  |
| -------------- | ---------------------- | -------------- | ------------ | ------------ | ----------- | ----------- |  |
|                | Jean-Pierre Santa-Cruz | PS             | 17 678       | 25,46        | 35 863      | 49,1        |  |
|                | Gilbert Barbier élu    | UDF (Rad)      | 16 014       | 23,07        | 37 177      | 50,9        |  |
|                | René de Menthon        | RPR            | 15 311       | 22,05        | Retrait     | Retrait     |  |
|                | Maurice Faivre-Picon   | PCF            | 13 138       | 18,92        | Retrait     | Retrait     |  |
|                | Hervé Lavenir          | Divers droite  | 2 851        | 4,11         |             |             |  |
|                | Noël Tritz             | PSU (FA)       | 1 965        | 2,83         |             |             |  |
|                | Michèle Millerot       | LO             | 1 737        | 2,5          |             |             |  |
|                | Charles-Yves Ratte     | LCR            | 728          | 1,05         |             |             |  |
|                |                        |                |              |              |             |             |  |
| Inscrits       | Inscrits               | Inscrits       | 84 422       | 100,00       | 84 410      | 100,00      |  |
| Abstentions    | Abstentions            | Abstentions    | 13 386       | 15,86        | 10 082      | 11,94       |  |
| Votants        | Votants                | Votants        | 71 036       | 84,14        | 74 328      | 88,06       |  |
| Blancs et nuls | Blancs et nuls         | Blancs et nuls | 1 614        | 2,27         | 1 288       | 1,73        |  |
| Exprimés       | Exprimés               | Exprimés       | 69 422       | 97,73        | 73 040      | 98,27       |  |

Le suppléant de Gilbert Barbier était René Pernot, UDF, contremaître à Champagnole.

### Élections de 1981
| Candidat       | Candidat                   | Parti             | Premier tour | Premier tour | Second tour | Second tour |  |
| Candidat       | Candidat                   | Parti             | Voix         | %            | Voix        | %           |  |
| -------------- | -------------------------- | ----------------- | ------------ | ------------ | ----------- | ----------- |  |
|                | Gilbert Barbier sortant    | UDF (Rad)         | 27 369       | 44,05        | 32 636      | 47,56       |  |
|                | Jean-Pierre Santa Cruz élu | PS                | 21 347       | 34,36        | 35 988      | 52,44       |  |
|                | Maurice Faivre-Picon       | PCF               | 9 556        | 15,38        |             |             |  |
|                | Michel Moreau              | Divers écologiste | 2 398        | 3,84         |             |             |  |
|                | Hubert Guyet               | PSU               | 1 482        | 2,39         |             |             |  |
|                |                            |                   |              |              |             |             |  |
| Inscrits       | Inscrits                   | Inscrits          | 86 719       | 100,00       | 86 732      | 100,00      |  |
| Abstentions    | Abstentions                | Abstentions       | 23 740       | 27,38        | 16 683      | 19,24       |  |
| Votants        | Votants                    | Votants           | 62 979       | 72,62        | 70 049      | 80,76       |  |
| Blancs et nuls | Blancs et nuls             | Blancs et nuls    | 827          | 1,31         | 1 425       | 2,03        |  |
| Exprimés       | Exprimés                   | Exprimés          | 62 152       | 98,69        | 68 624      | 97,97       |  |

Le suppléant de Jean-Pierre Santa Cruz était Gérard Née, administrateur au Sénat.

### Élections de 1988
| Candidat       | Candidat                      | Parti             | Premier tour | Premier tour | Second tour | Second tour |  |
| Candidat       | Candidat                      | Parti             | Voix         | %            | Voix        | %           |  |
| -------------- | ----------------------------- | ----------------- | ------------ | ------------ | ----------- | ----------- |  |
|                | Jean Charroppin sortant réélu | RPR (URC)         | 14 066       | 45,02        | 19 223      | 54,82       |  |
|                | Marcel Fleury                 | PS                | 9 616        | 30,78        | 15 841      | 45,18       |  |
|                | Jean-Étienne Normand          | FN                | 2 951        | 9,45         |             |             |  |
|                | Michel Moreau                 | Divers écologiste | 2 773        | 8,88         |             |             |  |
|                | Francis Lahaut                | PCF               | 1 838        | 5,88         |             |             |  |
|                |                               |                   |              |              |             |             |  |
| Inscrits       | Inscrits                      | Inscrits          | 49 834       | 100,00       | 49 825      | 100,00      |  |
| Abstentions    | Abstentions                   | Abstentions       | 18 025       | 36,17        | 13 859      | 27,82       |  |
| Votants        | Votants                       | Votants           | 31 809       | 63,83        | 35 966      | 72,18       |  |
| Blancs et nuls | Blancs et nuls                | Blancs et nuls    | 565          | 1,78         | 902         | 2,51        |  |
| Exprimés       | Exprimés                      | Exprimés          | 31 244       | 98,22        | 35 064      | 97,49       |  |

Le suppléant de Jean Charroppin était Daniel Vuillard, UDF, maire de Saint-Claude.

### Élections de 1993
| Candidat       | Candidat                      | Parti          | Premier tour | Premier tour | Second tour | Second tour |  |
| Candidat       | Candidat                      | Parti          | Voix         | %            | Voix        | %           |  |
| -------------- | ----------------------------- | -------------- | ------------ | ------------ | ----------- | ----------- |  |
|                | Jean Charroppin sortant réélu | RPR (UPF)      | 12 688       | 39,42        | 15 264      | 100,00      |  |
|                | Pierre Guichard               | diss. UDF      | 4 177        | 12,98        | Retrait     | Retrait     |  |
|                | René Bernard                  | FN             | 4 038        | 12,55        |             |             |  |
|                | Ernest Delacroix              | PS (ADFP)      | 3 879        | 12,05        |             |             |  |
|                | Michel Moreau                 | UDI            | 2 587        | 8,04         |             |             |  |
|                | Francis Lahaut                | PCF            | 2 037        | 6,33         |             |             |  |
|                | Noël-Georges Grenier          | Divers droite  | 1 083        | 3,36         |             |             |  |
|                | Françoise Socié               | GÉ (EÉ)        | 815          | 2,53         |             |             |  |
|                | Chantal Pététin               | LT-LNÉ         | 443          | 1,38         |             |             |  |
|                | Maryse Verdière               | RDRP           | 441          | 1,37         |             |             |  |
|                |                               |                |              |              |             |             |  |
| Inscrits       | Inscrits                      | Inscrits       | 50 884       | 100,00       | 50 884      | 100,00      |  |
| Abstentions    | Abstentions                   | Abstentions    | 16 411       | 32,25        | 25 943      | 50,98       |  |
| Votants        | Votants                       | Votants        | 34 473       | 67,75        | 24 941      | 49,02       |  |
| Blancs et nuls | Blancs et nuls                | Blancs et nuls | 2 285        | 6,63         | 9 677       | 38,8        |  |
| Exprimés       | Exprimés                      | Exprimés       | 32 188       | 93,37        | 15 264      | 61,2        |  |

Le seul autre candidat en mesure de se maintenir à l'issue du 1er tour était un candidat UDF qui se retira en raison des accords passés entre son parti et le RPR.
Le suppléant de Jean Charroppin était Roland Carminati, UDF, maire de Morez.

### Élections de 1997
| Candidat       | Candidat                      | Parti             | Premier tour | Premier tour | Second tour | Second tour |  |
| Candidat       | Candidat                      | Parti             | Voix         | %            | Voix        | %           |  |
| -------------- | ----------------------------- | ----------------- | ------------ | ------------ | ----------- | ----------- |  |
|                | Jean Charroppin sortant réélu | RPR               | 9 966        | 30,64        | 17 795      | 51,81       |  |
|                | Denis Vuillermoz              | PS                | 6 745        | 20,74        | 16 552      | 48,19       |  |
|                | René Bernard                  | FN                | 5 595        | 17,2         |             |             |  |
|                | Francis Lahaut                | PCF               | 3 400        | 10,45        |             |             |  |
|                | Jean-Louis Millet             | LDI (MPF)         | 2 326        | 7,15         |             |             |  |
|                | Michel Moreau                 | Divers écologiste | 2 121        | 6,52         |             |             |  |
|                | Gérard Roy                    | Les Verts         | 1 594        | 4,9          |             |             |  |
|                | Line Chanard                  | MDC               | 780          | 2,4          |             |             |  |
|                |                               |                   |              |              |             |             |  |
| Inscrits       | Inscrits                      | Inscrits          | 50 751       | 100,00       | 50 747      | 100,00      |  |
| Abstentions    | Abstentions                   | Abstentions       | 15 960       | 31,45        | 13 639      | 26,88       |  |
| Votants        | Votants                       | Votants           | 34 791       | 68,55        | 37 108      | 73,12       |  |
| Blancs et nuls | Blancs et nuls                | Blancs et nuls    | 2 264        | 6,51         | 2 761       | 7,44        |  |
| Exprimés       | Exprimés                      | Exprimés          | 32 527       | 93,49        | 34 347      | 92,56       |  |

Le suppléant de Jean Charroppin était Martial Barranco, RPR, de Saint-Claude.

### Élections de 2002
| Candidat       | Candidat                      | Parti             | Premier tour | Premier tour | Second tour | Second tour |  |
| Candidat       | Candidat                      | Parti             | Voix         | %            | Voix        | %           |  |
| -------------- | ----------------------------- | ----------------- | ------------ | ------------ | ----------- | ----------- |  |
|                | Jean Charroppin sortant réélu | UMP               | 12 730       | 38,26        | 16 213      | 54,40       |  |
|                | Denis Vuillermoz              | PS                | 9 189        | 27,62        | 13 588      | 45,60       |  |
|                | Éliane Vuillemin              | FN                | 4 044        | 12,16        |             |             |  |
|                | Jean-Louis Millet             | MPF               | 2 509        | 7,54         |             |             |  |
|                | Francis Lahaut                | PCF               | 1 645        | 4,94         |             |             |  |
|                | Jean-Michel Dealberto         | Divers écologiste | 817          | 2,46         |             |             |  |
|                | Michèle Vincent               | Extrême gauche    | 517          | 1,55         |             |             |  |
|                | Yvette Coron                  | CPNT              | 399          | 1,20         |             |             |  |
|                | François Coulon               | MNR               | 396          | 1,19         |             |             |  |
|                | Michel Guyon                  | LO                | 385          | 1,16         |             |             |  |
|                | Daniel Fournol                | Divers droite     | 301          | 0,90         |             |             |  |
|                | Jean Mendili                  | Divers écologiste | 219          | 0,66         |             |             |  |
|                | Carole Godard                 | Divers            | 117          | 0,35         |             |             |  |
|                |                               |                   |              |              |             |             |  |
| Inscrits       | Inscrits                      | Inscrits          | 53 724       | 100,00       | 53 716      | 100,00      |  |
| Abstentions    | Abstentions                   | Abstentions       | 19 572       | 36,43        | 22 454      | 41,8        |  |
| Votants        | Votants                       | Votants           | 34 152       | 63,57        | 31 262      | 58,2        |  |
| Blancs et nuls | Blancs et nuls                | Blancs et nuls    | 884          | 2,59         | 1 461       | 4,67        |  |
| Exprimés       | Exprimés                      | Exprimés          | 33 268       | 97,41        | 29 801      | 95,33       |  |

La suppléante de Jean Charroppin était Michèle Poulain-Manzoni, de Morez.

### Élections de 2007
À la suite du désistement tardif de Jean Charroppin, empêchant l'UMP d'organiser une réunion de la commission d'investiture, les deux candidats étaient fondés à se réclamer de ce parti, selon Alain Marleix.
| Candidat       | Candidat                    | Parti             | Premier tour | Premier tour | Second tour | Second tour |  |
| Candidat       | Candidat                    | Parti             | Voix         | %            | Voix        | %           |  |
| -------------- | --------------------------- | ----------------- | ------------ | ------------ | ----------- | ----------- |  |
|                | Marie-Christine Dalloz élue | UMP               | 7 293        | 22,14        | 13 621      | 65,39       |  |
|                | Yves Garnier                | diss. UMP         | 4 864        | 14,77        | 7 208       | 34,61       |  |
|                | François Godin              | PRV               | 3 483        | 10,57        |             |             |  |
|                | Jean-Louis Millet           | MPF               | 3 381        | 10,27        |             |             |  |
|                | Élisabeth Boyer             | PRG (PS)          | 3 086        | 9,37         |             |             |  |
|                | Jean-Louis Duprez           | diss. PS          | 3 037        | 9,22         |             |             |  |
|                | Francis Lahaut              | PCF               | 2 737        | 8,31         |             |             |  |
|                | Yohann Pimentel-Sanchez     | UDF–MoDem         | 1 269        | 3,85         |             |             |  |
|                | Gérard Roy                  | Les Verts         | 1 043        | 3,17         |             |             |  |
|                | Josette Devarieux-Deltombe  | FN                | 1 040        | 3,16         |             |             |  |
|                | Max Mandaret                | Divers            | 583          | 1,77         |             |             |  |
|                | Jérôme Berthault            | Divers écologiste | 441          | 1,34         |             |             |  |
|                | Pascal Bouchet              | LCR               | 234          | 0,71         |             |             |  |
|                | Jacqueline Herenger         | LO                | 158          | 0,48         |             |             |  |
|                | Jérôme Hubert               | Divers droite     | 157          | 0,48         |             |             |  |
|                | Jean Hoellard               | Extrême droite    | 131          | 0,40         |             |             |  |
|                | Brigitte Canard             | Divers droite     | 0            | 0,00         |             |             |  |
|                |                             |                   |              |              |             |             |  |
| Inscrits       | Inscrits                    | Inscrits          | 55 538       | 100,00       | 55 534      | 100,00      |  |
| Abstentions    | Abstentions                 | Abstentions       | 21 940       | 39,5         | 29 441      | 53,01       |  |
| Votants        | Votants                     | Votants           | 33 598       | 60,5         | 26 093      | 46,99       |  |
| Blancs et nuls | Blancs et nuls              | Blancs et nuls    | 661          | 1,97         | 5 264       | 20,17       |  |
| Exprimés       | Exprimés                    | Exprimés          | 32 937       | 98,03        | 20 829      | 79,83       |  |

Le suppléant de Marie-Christine Dalloz était Clément Pernot, UMP, conseiller général du Canton de Champagnole et adjoint au maire de Champagnole.

### Élections de 2012
| Candidat       | Candidat                               | Parti                    | Premier tour | Premier tour | Second tour | Second tour |  |
| Candidat       | Candidat                               | Parti                    | Voix         | %            | Voix        | %           |  |
| -------------- | -------------------------------------- | ------------------------ | ------------ | ------------ | ----------- | ----------- |  |
|                | Marie-Christine Dalloz sortante réélue | UMP                      | 12 248       | 37,15        | 16 915      | 54,61       |  |
|                | Raphaël Perrin                         | PRG (PS)                 | 8 496        | 25,77        | 14 060      | 45,39       |  |
|                | Francis Lahaut                         | FG (PCF) (Divers gauche) | 3 893        | 11,81        |             |             |  |
|                | Josette Devarieux-Deltombe             | RBM (FN)                 | 3 549        | 10,76        |             |             |  |
|                | François Godin                         | PRV                      | 2 989        | 9,06         |             |             |  |
|                | Dominique Biichle                      | MÉI (EÉLV)               | 1 034        | 3,14         |             |             |  |
|                | Sylvie Desfilhes                       | DLR                      | 422          | 1,28         |             |             |  |
|                | Alain Lorenzati                        | NPA                      | 197          | 0,60         |             |             |  |
|                | Isabelle Marchal                       | LO                       | 145          | 0,44         |             |             |  |
|                |                                        |                          |              |              |             |             |  |
| Inscrits       | Inscrits                               | Inscrits                 | 54 974       | 100,00       | 54 978      | 100,00      |  |
| Abstentions    | Abstentions                            | Abstentions              | 21 523       | 39,15        | 23 042      | 41,91       |  |
| Votants        | Votants                                | Votants                  | 33 451       | 60,85        | 31 936      | 58,09       |  |
| Blancs et nuls | Blancs et nuls                         | Blancs et nuls           | 478          | 1,43         | 961         | 3,01        |  |
| Exprimés       | Exprimés                               | Exprimés                 | 32 973       | 98,57        | 30 975      | 96,99       |  |

Le suppléant de Marie-Christine Dalloz était Clément Pernot, UMP, conseiller général du Canton de Champagnole, maire de Champagnole et président de la Communauté de communes Champagnole Porte du Haut-Jura.

### Élections de 2017
| Candidat         | Candidat                 | Parti       | Premier tour | Premier tour | Second tour | Second tour |
| Candidat         | Candidat                 | Parti       | Voix         | %            | Voix        | %           |
| ---------------- | ------------------------ | ----------- | ------------ | ------------ | ----------- | ----------- |
|                  | Marie-Christine Dalloz*  | LR          | 8 014        | 29,17        | 13 063      | 57,17       |
|                  | Anne Prost-Grosjean      | MoDem       | 7 482        | 27,24        | 9 785       | 42,83       |
|                  | Julie Lançon             | LFI         | 3 323        | 12,10        |             |             |
|                  | Nathalie Desseigne       | FN          | 3 209        | 11,68        |             |             |
|                  | Jean-Louis Millet        | MPF         | 1 573        | 5,73         |             |             |
|                  | Christophe Masson        | EÉLV-UG     | 1 545        | 5,62         |             |             |
|                  | Jean-Daniel Maire        | LREM diss.  | 749          | 2,73         |             |             |
|                  | Francisque Bailly-Cochet | PRG         | 551          | 2,01         |             |             |
|                  | Dominique Biichlé        | MEI         | 308          | 1,12         |             |             |
|                  | Dominique Oudin          | ÉCO         | 266          | 0,97         |             |             |
|                  | Isabelle Marchal         | LO          | 155          | 0,56         |             |             |
|                  | Larbi Laabid             | PEJ         | 151          | 0,55         |             |             |
|                  | Frédéric Jaillet         | SE          | 145          | 0,53         |             |             |
|                  |                          |             |              |              |             |             |
| Inscrits         | Inscrits                 | Inscrits    | 55 227       | 100,00       | 55 226      | 100,00      |
| Abstentions      | Abstentions              | Abstentions | 27 223       | 49,29        | 30 061      | 54,43       |
| Votants          | Votants                  | Votants     | 28 004       | 50,71        | 25 165      | 45,57       |
| Blancs           | Blancs                   | Blancs      | 377          | 1,35         | 1 710       | 6,80        |
| Nuls             | Nuls                     | Nuls        | 156          | 0,56         | 607         | 2,41        |
| Exprimés         | Exprimés                 | Exprimés    | 27 471       | 98,10        | 22 848      | 90,79       |
| * député sortant |                          |             |              |              |             |             |

Le suppléant de Marie-Christine Dalloz était Yvan Auger, LR, maire de Nanchez.

### Élections de 2022
| Résultats des élections législatives des 12 et 19 juin 2022 de la 2e circonscription du Jura |                          |                          |                          |              |              |             |             |
| Candidat                                                                                     | Candidat                 | Parti et coalition       | Nuance                   | Premier tour | Premier tour | Second tour | Second tour |
| Candidat                                                                                     | Candidat                 | Parti et coalition       | Nuance                   | Voix         | %            | Voix        | %           |
|                                                                                              | Marie-Christine Dalloz*  | LR (UDC)                 | LR                       | 8 146        | 30,02        | 15 380      | 62,10       |
|                                                                                              | Évelyne Ternant          | PCF (NUPES)              | NUP                      | 6 651        | 24,51        | 9 386       | 37,90       |
|                                                                                              | Delphine Gallois-Jobez   | PRV-H (ENS)              | ENS                      | 5 047        | 18,60        |             |             |
|                                                                                              | Garance Houthoofd        | RN                       | RN                       | 4 628        | 17,06        |             |             |
|                                                                                              | Jérôme Linda             | RES                      | DVD                      | 1 122        | 4,14         |             |             |
|                                                                                              | Nicolas De Keersmacker   | REC                      | REC                      | 709          | 2,61         |             |             |
|                                                                                              | Nathalie Desseigne       | DLF                      | DSV                      | 596          | 2,20         |             |             |
|                                                                                              | Christian Marchet        | LO                       | DXG                      | 232          | 0,86         |             |             |
|                                                                                              | Louis Marino             | SE                       | DVD                      | 1            | 0,00         |             |             |
| Votes valides                                                                                | Votes valides            | Votes valides            | Votes valides            | 27 132       | 97,91        | 24 766      | 94,24       |
| Votes blancs                                                                                 | Votes blancs             | Votes blancs             | Votes blancs             | 422          | 1,52         | 1 034       | 3,93        |
| Votes nuls                                                                                   | Votes nuls               | Votes nuls               | Votes nuls               | 157          | 0,57         | 479         | 1,82        |
| Total                                                                                        | Total                    | Total                    | Total                    | 27 711       | 100          | 26 279      | 100         |
| Abstention                                                                                   | Abstention               | Abstention               | Abstention               | 28 085       | 50,34        | 29 526      | 52,91       |
| Inscrits / participation                                                                     | Inscrits / participation | Inscrits / participation | Inscrits / participation | 55 796       | 49,66        | 55 805      | 47,09       |
| * député sortant                                                                             |                          |                          |                          |              |              |             |             |

La suppléante de Marie-Christine Dalloz était Éloïse Schneider, LR, conseillère départementale du Canton de Champagnole.

### Élections de 2024
Thierry Mosca, le candidat du Rassemblement national, est placé sous curatelle renforcée depuis fin 2023 et par conséquent est inéligible. Une procédure judiciaire fait état d'un « état mental déficient ».
| Résultats dans la 2e circonscription |                          |                          |                          |              |              |             |             |
| Candidat                             | Candidat                 | Parti et coalition       | Nuance                   | Premier tour | Premier tour | Second tour | Second tour |
| Candidat                             | Candidat                 | Parti et coalition       | Nuance                   | Voix         | %            | Voix        | %           |
|                                      | Marie-Christine Dalloz*  | LR                       | LR                       | 14 507       | 38,59        | 23 361      | 65,02       |
|                                      | Thierry Mosca            | RN                       | RN                       | 12 315       | 32,76        | 12 568      | 34,98       |
|                                      | Évelyne Ternant          | PCF (NFP)                | UG                       | 9 303        | 24,75        | Retrait     | Retrait     |
|                                      | André Bigot              | REC                      | REC                      | 390          | 1,04         | Éliminés    | Éliminés    |
|                                      | Patrick Lançon           | DLF                      | DSV                      | 694          | 1,85         | Éliminés    | Éliminés    |
|                                      | Christian Marchet        | LO                       | EXG                      | 386          | 1,03         | Éliminés    | Éliminés    |
| Votes valides                        | Votes valides            | Votes valides            | Votes valides            | 37 595       | 97,10        | 35 929      | 94,28       |
| Votes blancs                         | Votes blancs             | Votes blancs             | Votes blancs             | 766          | 1,98         | 1 654       | 4,34        |
| Votes nuls                           | Votes nuls               | Votes nuls               | Votes nuls               | 356          | 0,92         | 524         | 1,38        |
| Total                                | Total                    | Total                    | Total                    | 38 717       | 100          | 38 107      | 100         |
| Abstention                           | Abstention               | Abstention               | Abstention               | 17 006       | 30,52        | 17 584      | 31,57       |
| Inscrits / participation             | Inscrits / participation | Inscrits / participation | Inscrits / participation | 55 723       | 69,48        | 55 691      | 68,43       |
| * député sortant                     |                          |                          |                          |              |              |             |             |

La suppléante de Marie-Christine Dalloz était Éloïse Schneider, LR, conseillère départementale du Canton de Champagnole.

### Élection partielle de 2025
À la suite de l'annulation du résultat de l'élection de 2024 par le Conseil constitutionnel, un nouveau scrutin a eu lieu les 30 mars et 6 avril 2025,.
| Résultats dans la 2e circonscription |                          |                          |                          |              |              |             |             |
| Candidat                             | Candidat                 | Parti et coalition       | Nuance                   | Premier tour | Premier tour | Second tour | Second tour |
| Candidat                             | Candidat                 | Parti et coalition       | Nuance                   | Voix         | %            | Voix        | %           |
|                                      | Marie-Christine Dalloz*  | LR                       | LR                       | 11 048       | 54,10        | 13 040      | 73,76       |
|                                      | Gilles Guichon           | RN                       | RN                       | 4 648        | 22,76        | 4 640       | 26,24       |
|                                      | Évelyne Ternant          | PCF (NFP)                | UG                       | 3 280        | 16,06        | Éliminés    | Éliminés    |
|                                      | Emmanuel Michaud         | UDR diss.                | SE                       | 1 198        | 5,87         | Éliminés    | Éliminés    |
|                                      | Christian Marchet        | LO                       | EXG                      | 246          | 1,20         | Éliminés    | Éliminés    |
| Votes valides                        | Votes valides            | Votes valides            | Votes valides            | 20 420       | 97,74        | 17 680      | 92,94       |
| Votes blancs                         | Votes blancs             | Votes blancs             | Votes blancs             | 350          | 1,68         | 1004        | 5,28        |
| Votes nuls                           | Votes nuls               | Votes nuls               | Votes nuls               | 122          | 0,58         | 339         | 1,78        |
| Total                                | Total                    | Total                    | Total                    | 20 892       | 100          | 19 023      | 100         |
| Abstention                           | Abstention               | Abstention               | Abstention               | 34 781       | 62,47        | 36 649      | 65,83       |
| Inscrits / participation             | Inscrits / participation | Inscrits / participation | Inscrits / participation | 55 673       | 37,53        | 55 672      | 34,17       |
| * député sortant                     |                          |                          |                          |              |              |             |             |

La suppléante de Marie-Christine Dalloz est Éloïse Schneider, conseillère départementale du Canton de Champagnole.

#### Département du Jura
- La fiche de l'INSEE de cette circonscription : « Tableaux et Analyses de la deuxième circonscription du Jura », sur insee.fr, site de l'Institut national de la statistique et des études économiques (consulté le 10 juin 2007) [PDF]
- « Tous les députés du département du Jura depuis 1789 », sur assemblee-nationale.fr, site de l'Assemblée nationale française (consulté le 10 juin 2007)
- « Informations contentieuses sur le département du Jura (Élections législatives de 2002) »(Archive.org • Wikiwix • Archive.is • Google • Que faire ?), sur conseil-constitutionnel.fr, site du Conseil constitutionnel (consulté le 13 juin 2007)

#### Circonscriptions en France
- « Carte des circonscriptions législatives en France », sur assemblee-nationale.fr, site de l'Assemblée nationale française (consulté le 10 juin 2007)
- « Résultats électoraux officiels en France »(Archive.org • Wikiwix • Archive.is • Google • Que faire ?), sur interieur.gouv.fr, site du ministère de l'Intérieur (France) (consulté le 13 juin 2007)
- Description et Atlas des circonscriptions électorales de France sur http://www.atlaspol.com, Atlaspol, site de cartographie géopolitique, consulté le 13 juin 2007.